# Chu Cao Toại
Chu Cao Toại (朱高燧; 19 tháng 1, 1383 - 5 tháng 10, 1431), là Hoàng tử thứ ba của Minh Thành Tổ và Nhân Hiếu Văn Hoàng hậu Từ thị.

## Cuộc đời
Chu Cao Toại là em ruột của Minh Nhân Tông Chu Cao Sí và Phế Hán vương Chu Cao Hú. Ông đã cùng với anh trai Chu Cao Hú tham gia vào chiến dịch Tĩnh Nan. Kết quả là cha của họ, Yên vương Chu Đệ đăng quang ngai vàng, lấy hiệu Minh Thành Tổ. Năm 1404, ông được phong làm Triệu vương (趙王). Một năm sau, Cao Toại được giao quyền chỉ huy quân đội tại Bắc Kinh.
Năm 1426, Hán vương Cao Hú nổi loạn chống lại Minh Tuyên Tông, con của Nhân Tông Hồng Hi Đế, sử sách gọi là Cao Hú chi loạn. Triệu vương Cao Toại cũng tham gia vào cuộc nổi loạn này. Tân đế Tuyên Tông đích thân dẫn 20.000 quân quyết bắt cho bằng được. Hán vương bại thế mà đầu hàng. Cao Hú cùng Cao Toại đều bị giải về kinh chịu tội. Tuyên Tông cho xử tử Cao Hú cùng tất cả những người con của ông, riêng Triệu vương Cao Toại được tha bổng.
Năm Tuyên Đức thứ 6 (1431), Cao Toại qua đời, ban thuỵ là Triệu Giản vương (趙簡王). Nhị tử của ông, Chu Chiêm Sác (朱瞻塙) kế vị Triệu vương của Cao Toại.

## Gia thất

### Thê thiếp
- Từ thị (徐氏), con gái của Từ Chương (徐章), cháu ngoại của Ninh Viễn hầu Hà Phúc (何福), cháu nội của danh tướng Từ Đạt. Năm Hồng Vũ thứ 35 (1402) thành thân với Chu Cao Toại. Năm Vĩnh Lạc thứ 2 (1404), được phong Triệu vương phi (赵王妃). 6 năm sau đó Hà Phúc tự sát. Năm 1411, vì không sinh được người con nào nên bị phế. Là cháu gái ruột của Nhân Hiếu Văn Hoàng hậu. Gọi Nhân Hiếu Văn hoàng hậu là cô cô út.
- Mộc thị (沐氏), con gái của Định Viễn Quận vương Mộc Thạnh (沐晟), sau khi Từ thị bị phế thì được lập làm Vương phi.
- Ông thị (翁氏), con gái Ông Lục (翁陆).

### Hậu duệ
- Chu Chiêm Bạt (朱瞻坺; 1411 - 15 tháng 2, 1427), mẹ là Mộc thị, chết trẻ, thuỵ là Điệu Hy Thế tử (悼僖世子)
- Chu Chiêm Sác (朱瞻塙; 1413 - 1455), mẹ là Mộc thị, thừa tước của Cao Toại, thuỵ là Triệu Huệ vương (趙惠王)
  - Triệu Điệu vương Chu Kỳ Tư (赵悼王朱祁镃)
  - Lâm Chương Cung An vương Chu Kỳ Vân (临漳恭安王朱祁鋆)
  - Âm Trang Hi vương Chu Kỳ Thang (阴庄僖王朱祁汤)
- Tam tử, chết yểu
- Trưởng nữ Chu thị
- Thứ nữ Chu thị
- Tam nữ Yển Thành Quận chúa (郾城郡主), gả cho Bạc Hải (薄海), Bạc Hải xuất thân dân thường

## Triệu vương thế biểu
| Phong hào                    | Họ tên                    | Quan hệ                               | Tại vị      | Ghi chú |
| ---------------------------- | ------------------------- | ------------------------------------- | ----------- | --- |
| Triệu Giản vương (趙简王)    | Chu Cao Toại (朱高燧)     | Con trai thứ ba của Minh Thành Tổ     | 1404 - 1431 | Năm Vĩnh Lạc thứ 2 phong Triệu vương (赵王), năm Hồng Hi nguyên niên liền phiên Chương Đức phủ, năm Tuyên Đức thứ 6 hoăng.                                                                              |
| Triệu Huệ vương (趙惠王)     | Chu Chiêm Sác (朱瞻塙)    | Con trai thứ hai của Triệu Giản vương | 1432 - 1455 | Năm Vĩnh Lạc thứ 22 phong An Dương vương (安阳王), năm Tuyên Đức thứ 7 tập phong, năm Cảnh Thái thứ 5 hoăng.                                                                                            |
| Triệu Điệu vương (趙悼王)    | Chu Kỳ Tư (朱祁镃)        | Con trai trưởng của Triệu Huệ vương   | 1456 - 1460 | Năm Cảnh Thái thứ 6 tập phong, năm Thiên Thuận thứ 4 hoăng. |
| Triệu Tĩnh vương (趙靖王)    | Chu Kiến Tiếu (朱见灂)    | Con trai trưởng của Triệu Điệu vương  | 1465 - 1502 | Năm Thành Hóa nguyên niên tập phong, năm Hoằng Trị thứ 15 hoăng. |
| Triệu Trang vương (趙庄王)   | Chu Hựu Tài (朱佑棌)      | Con trai thứ ba của Triệu Tĩnh vương  | 1503 - 1518 | Năm Hoằng Trị thứ 5 phong Thanh Lưu vương (清流王), năm Hoằng Trị thứ 16 tập phong, năm Chính Đức thứ 13 hoăng.                                                                                         |
| Triệu Khang vương (趙康王)   | Chu Hậu Dục (朱厚煜)      | Con trai trưởng của Triệu Trang vương | 1521 - 1560 | Năm Chính Đức thứ 16 tập phong, năm Gia Tĩnh thứ 39 hoăng. |
| Triệu Cung vương (趙恭王)    | Chu Tái Bồi (朱载培)      | Con trai trưởng của Triệu Khang vương | Truy phong  | Năm Gia Tĩnh thứ 10 phong Hoạch Gia vương (获嘉王), năm thứ 16 hoăng, thụy Chiêu Định (昭定). Cháu trai là Chu Thường Thanh (朱常清) tự phong Triệu vương (赵王), tiến phong Thân vương, thụy Cung (恭) |
| Triệu An vương (趙安王)      | Chu Dực Tri (朱翊锱)      | Con trai trưởng của Triệu Cung vương  | Truy phong  | Năm Gia Tĩnh thứ 28 phong Thế tôn, năm thứ 38 hoăng. Con trai là Chu Thường Thanh (朱常清) tự phong Triệu vương (赵王), truy phong vương, thụy An (安).                                                 |
| Triệu quốc tông lý           |                           |                                       |             | |
| Triệu phủ tông lý (趙府宗理) | Chu Tái Viện (朱载垸)     | Con trai thứ tư của Triệu Khang vương | 1561 - 1565 | Năm Gia Tĩnh thứ 19 phong Thành Cao vương (成皋王), năm thứ 39 bởi vì Chu Tái Bồi (朱载培) hoăng, tháng ba năm sau tạm quản lý việc Triệu phủ, năm thứ 44 hoàn chính.                                   |
| Triệu quốc tục phong         |                           |                                       |             | |
| Triệu Mục vương (趙穆王)     | Chu Thường Thanh (朱常清) | Con trai trưởng của Triệu An vương    | 1565 - 1614 | Năm Gia Tĩnh thứ 44 tập phong, năm Vạn Lịch thứ 42 hoăng. |
| Triệu Thế tử (趙世子)        | Chu Do Tùng (朱由松)      | Con trai trưởng của Triệu Mục vương   |             | Năm Vạn Lịch thứ 13 phong Thế tử, năm thứ 42 chưa tập tước thì mất, không con. |
| Triệu vương (趙王)           | Chu Do Quế (朱由桂)       | Con trai thứ bảy của Triệu Mục vương  |             | Năm Vạn Lịch thứ 27 phong Thọ Quang vương (寿光王), năm thứ 36 hoăng, thụy Chiêu Kính (昭敬), |

## Phim ảnh
| Năm  | Phim                   | Diễn viên       | Nhân vật     |
| 2019 | 《Đại Minh Phong Hoa》 | Loan Nguyên Huy | Chu Cao Toại |